# 花桥镇 (衡南县)
花桥镇，是中华人民共和国湖南省衡陽市衡南县下辖的一个乡镇级行政单位。2015年11月18日，川口乡、花桥镇成建制合并设立花桥镇。

## 资源
该镇林业面积达110265亩，银杏、青钱树、白玉兰等珍贵树种全省稀有；獐、鹿、穿山甲、水獭等诊禽异兽栖息山中；矿藏有钨、锰、铅、锌、煤、石灰石、重晶石等，其中钨的蕴藏量居全国之首，产品远销日本、韩国、美国、俄罗斯等国家和地区；水利资源极为丰富，小一、二型水库与欧阳海灌区结网，增强了农业发展的后劲。 

## 行政区划
花桥镇下辖以下地区：
花桥街社区、新街社区、新镇社区、筛托村、四一村、屯家村、竹桥村、铁铺村、杉玉村、管冲村、欧东村、金龙村、清瑞村、接观村、渐佳村、六顺村、畔塘村、龙溪村、龙皮村、东冲村、渚溪村、塘湾村、竹镇村、杜塘村、麦元村、石丘村、山峰村、竹山村、高新村、坦塘村和上古村。

## 交通
- 沪昆铁路、吉衡铁路：衡南站